# 苗栗丘陵

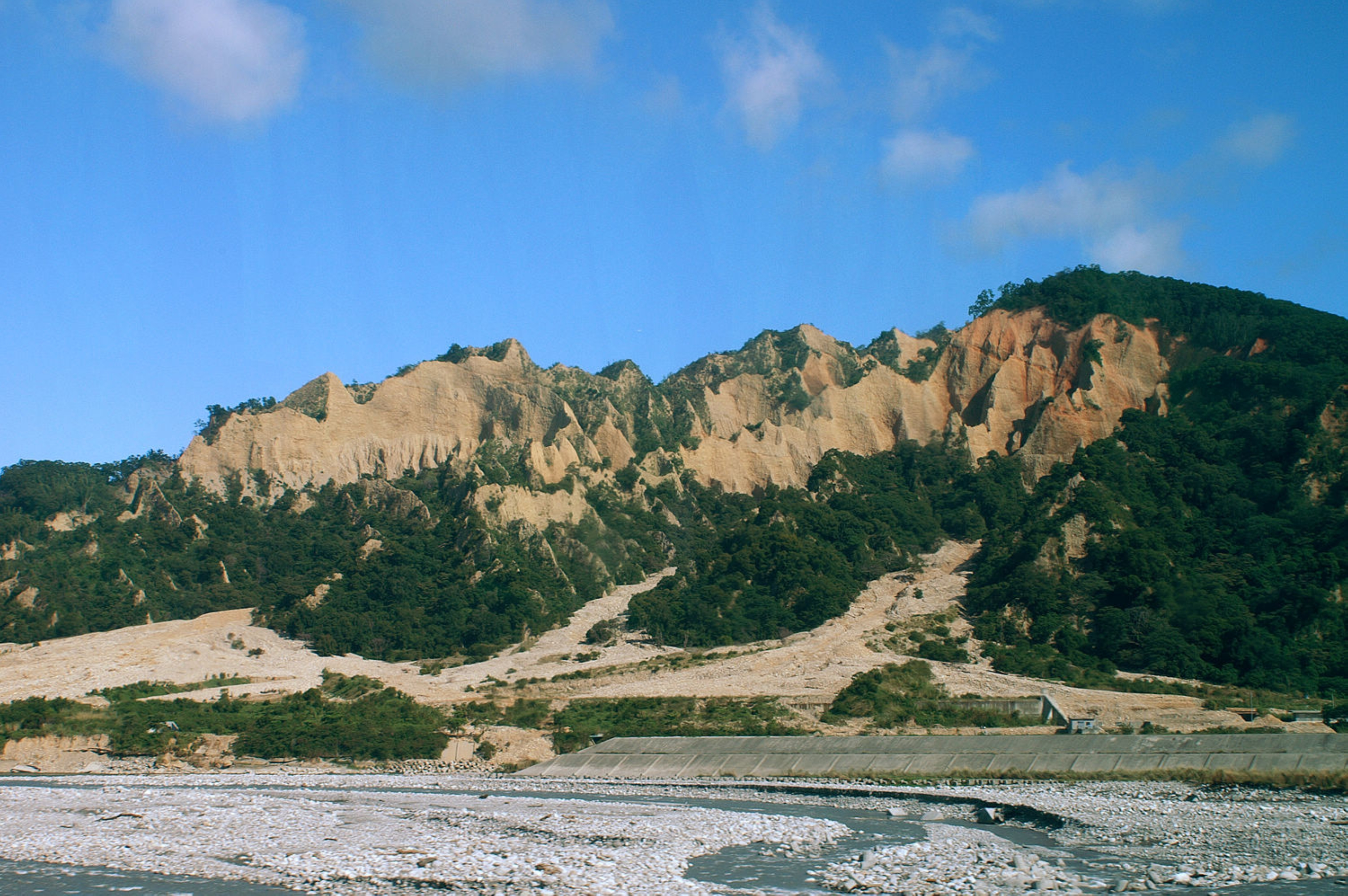
火炎山是苗栗丘陵最高峰。

苗栗丘陵是位於苗栗縣後龍溪和大安溪中下游之間的小型丘陵。苗栗丘陵北臨後龍溪，南臨大安溪，西臨台灣海峽，估計丘陵由南到北的總長約29公里，東至西的寬度約14公里，丘陵總共面積估計約358平方公里左右。丘陵最高點是在火炎山附近，標高約614公尺。丘陵地質大多數是以礫岩和頁岩組成，在苗栗丘陵東半部，公館鄉的出磺坑自清領時期開始開採石油與天然氣，至今仍在產出，但是因為產量極少，占國內原油比率極低。